# Yucca gigantea
Yucca elephantipes · Yucca géant
Espèce
Yucca gigantea, ou Yucca géant, est une espèce de plantes à fleurs de la famille des Asparagaceae, sous-famille des Agavoideae. C'est une plante arbustive caractérisée par son tronc en forme de patte d'éléphant. Elle est couramment vendue en jardinerie pour servir de plante d'appartement, et ses pétales sont consommés dans certains pays d'Amérique centrale. 

## Synonymes
- Yucca elephantipes Regel (nom illégitime)
- Yucca guatemalensis Baker

Cette espèce est mieux connue sous le nom de Yucca elephantipes, tel que l'a nommé Eduard von Regel en février 1859. Néanmoins, Regel n'a pas rédigé de publication valide pour entériner ce nom, qui est de fait illégitime.  Charles Lemaire publie le nom Yucca gigantea en novembre 1859. C'est ce nom qui est retenu.
Néanmoins, cette subtilité nomenclaturale fait que le nom Yucca elephantipes Regel reste très utilisé.

## Description

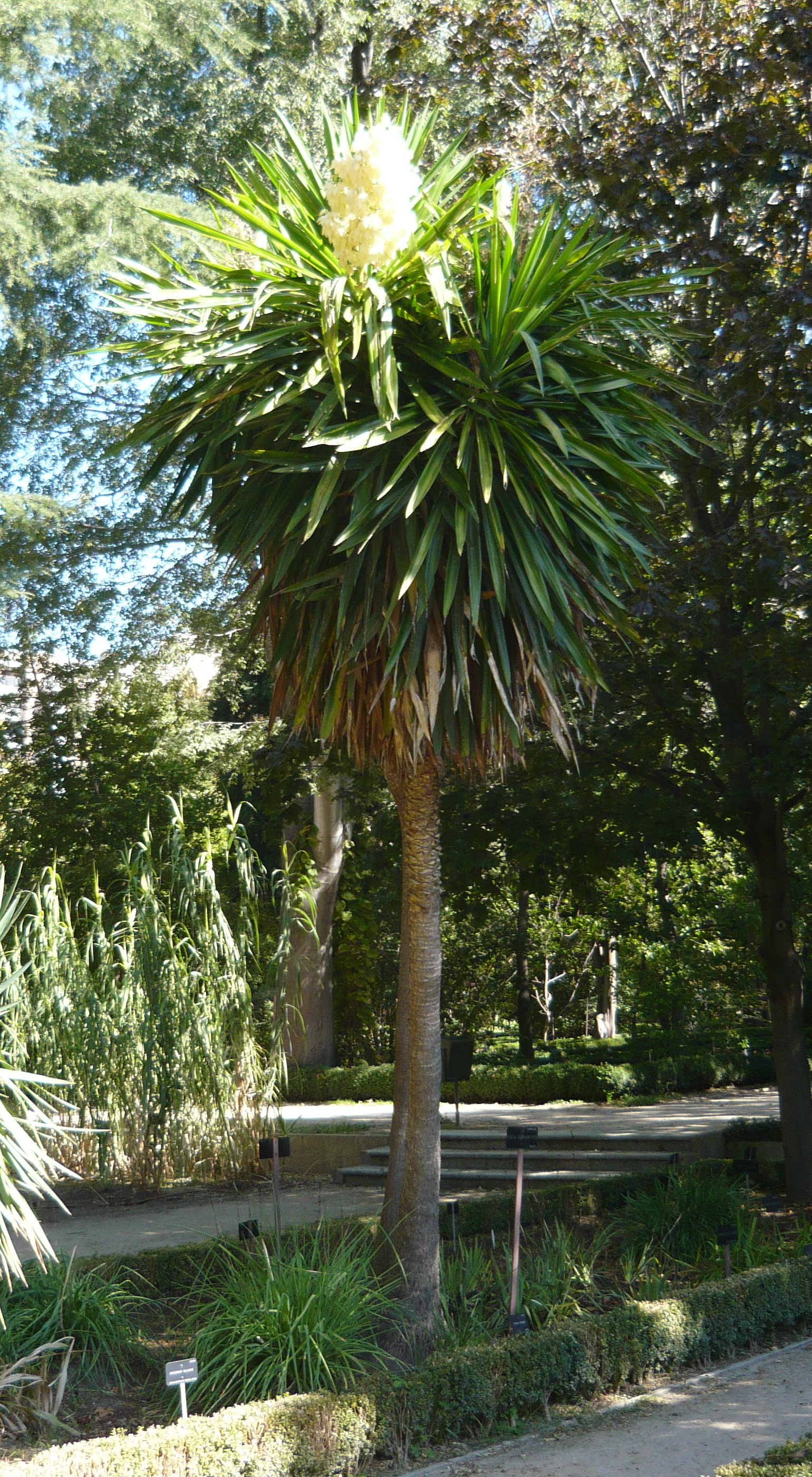
Yucca gigantea en fleur.

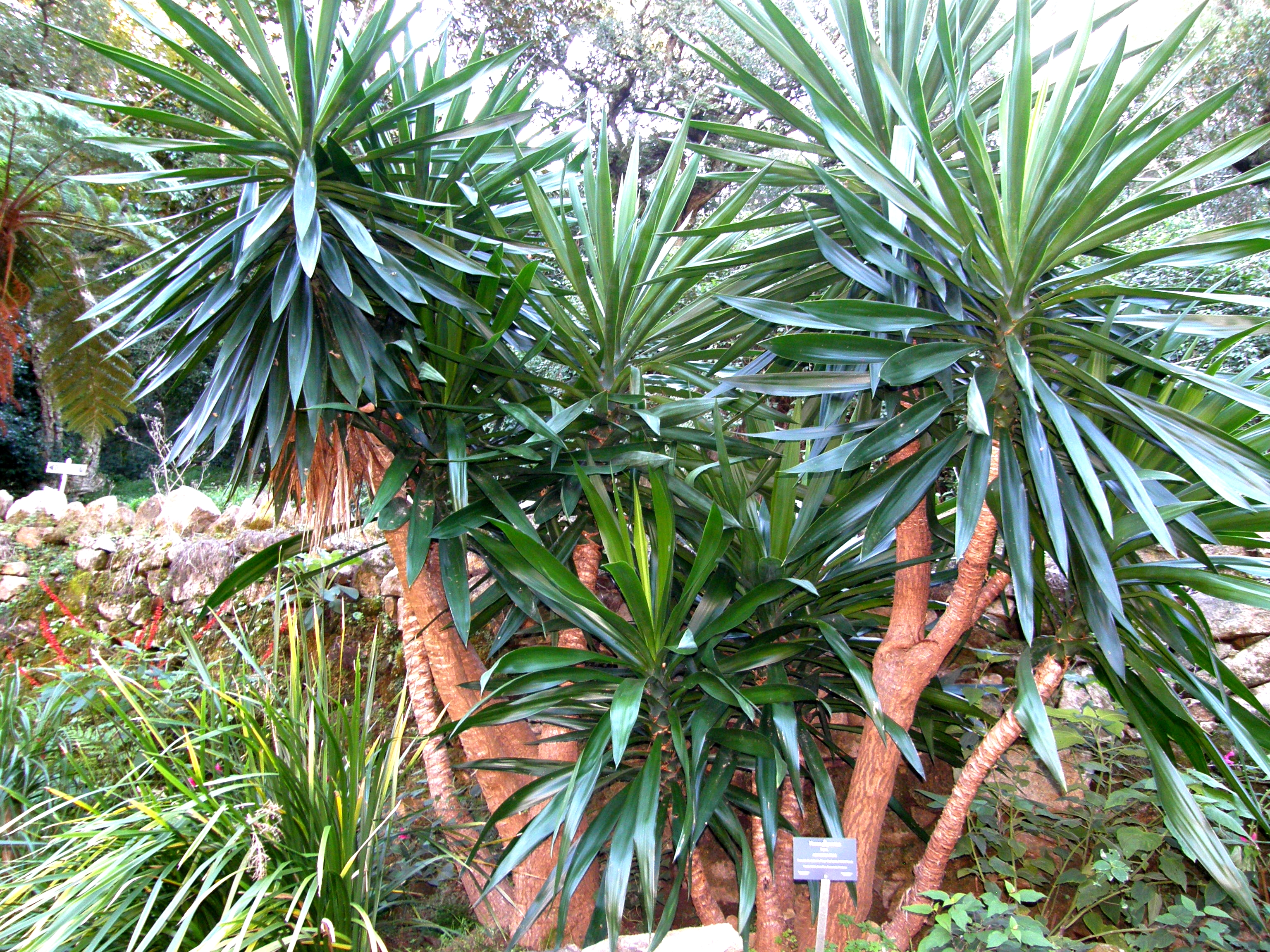
Groupe de Yucca gigantea.

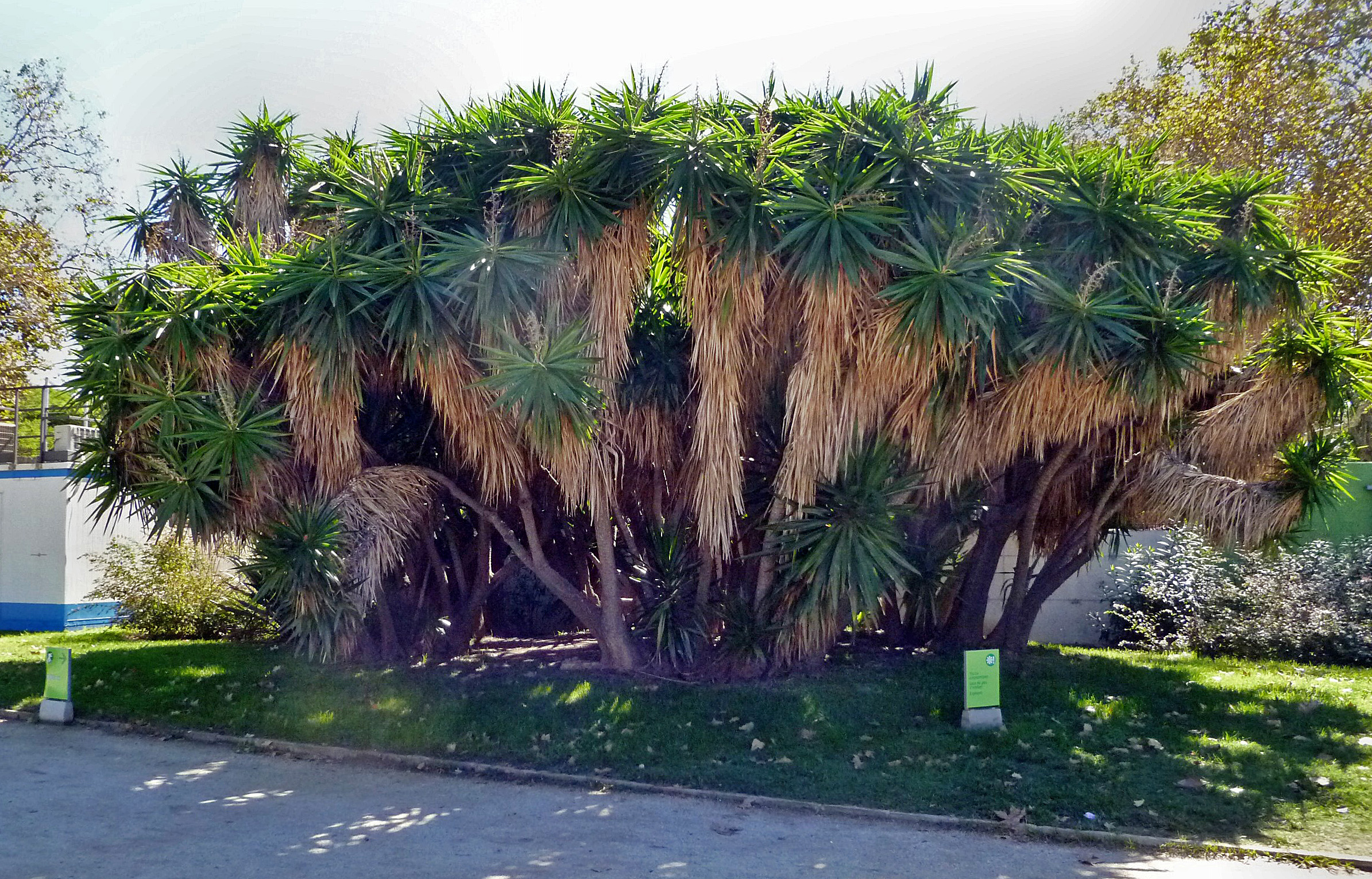
Spécimen âgé dans un parc.

Y. gigantea est un arbuste au feuillage persistant. La plante peut atteindre une hauteur de plus de 5 m. Il est caulescent, généralement avec plusieurs tiges provenant de la base et un épaississement de la base des spécimens adultes. Ses racines sont rhizomateuses.
Les longues feuilles étroites, droites et très rigides mesurent de 30-50 cm de long et 2-3,5 cm de large. Elles sont vert bleuté à bords entiers, lisses, parfois finement dentelées, acuminées, avec une épine terminale brune et piquante.
Le yucca se développe pendant de nombreuses années sans tige florale avant de former à l'automne une hampe qui donne des panicules allant jusqu'à 2,5 m de long portant des fleurs blanches parfumées en forme de cloche, parfois teintées de pourpre ou rouge. Ces fleurs ont un diamètre d'environ 2 à 3,5 cm. Les six pétales blanc crème à verdâtre mesurent de 2 à 2,5 cm de long et de large et sont globuleux. Les six étamines mesurent environ 0,6 cm de long. Les fleurs sont pollinisées par certaines espèces de teignes du yucca (prodoxus). Afin d'assurer la mise à fruits dans les cultures, une pollinisation manuelle est recommandée.
Les fruits coriaces ont six nervures, 5-8 cm de long et 2,5 cm de large. Les graines noires épaisses ont un diamètre de 5 à 10 mm.
Les vieilles plantes se ramifient et forment des amas de plusieurs rosettes de feuilles. Yucca gigantea a une croissance relativement lente.

## Répartition
L'espèce Yucca gigantea est trouvée en Amérique centrale, au Belize, Costa Rica, Salvador, Guatemala, Honduras, Nicaragua et dans l'est du Mexique (Quintana Roo, Yucatán, Campeche, Tabasco, Chiapas, Veracruz, eastern Puebla and southern Tamaulipas).
Elle est aussi naturalisée à Porto Rico, les Îles Sous-le-Vent dans les Antilles et en Équateur.

## Culture

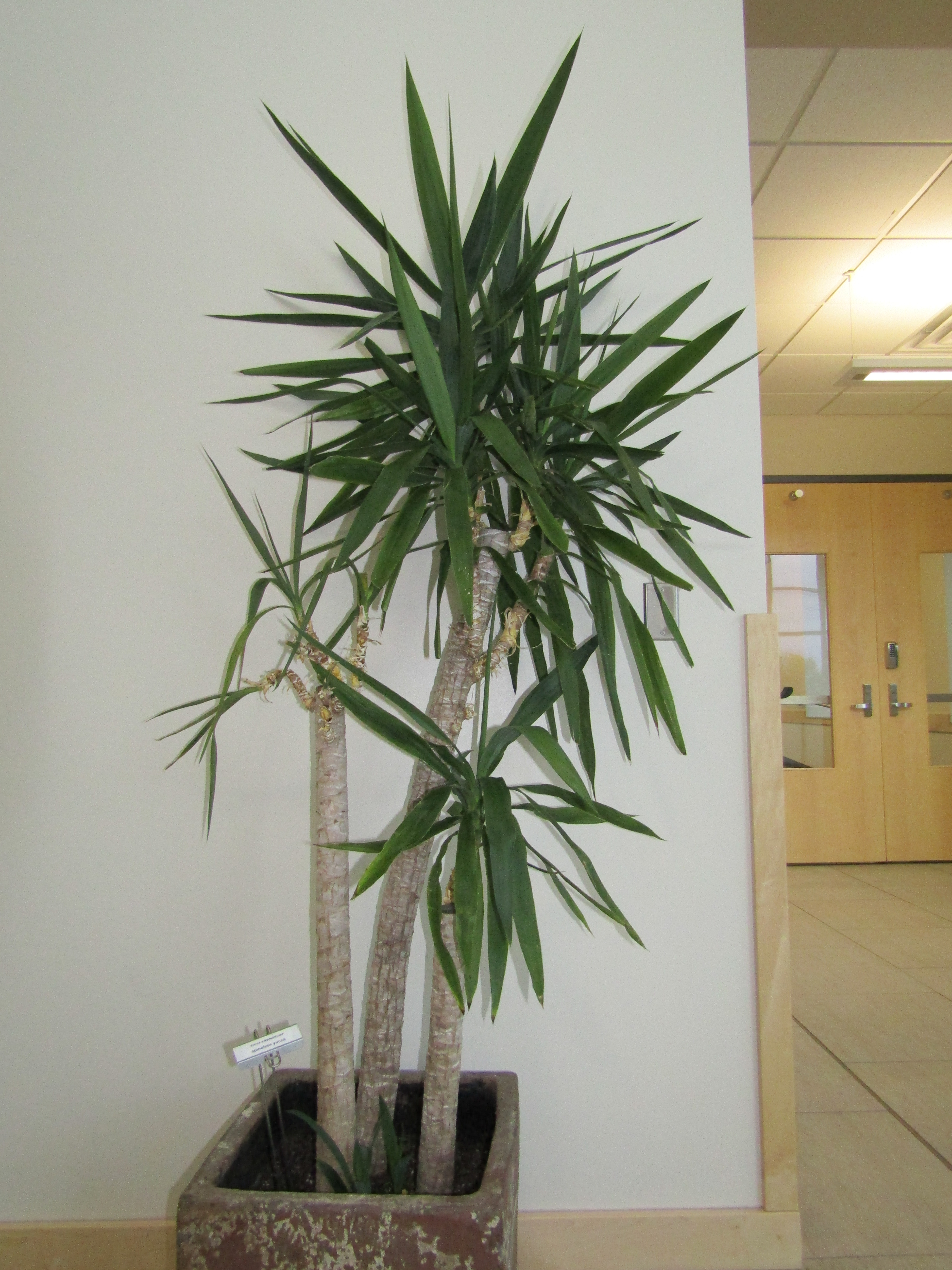
Yucca gigantea comme plante d'intérieur.

La plante est largement cultivée en climats tempérés chauds et subtropicaux. Elle est relativement rustique et supporte des températures allant jusqu'à - 7 °C (Zone USDA 8/9). Ces plantes xérophytes ne sont pas recommandées pour les zones à forte pluviométrie car elles supportent mal une humidité permanente et peuvent alors développer des maladies cryptogamiques de type botrytis.
Dans un environnement domestique, la plante a des besoins moyens en eau et peu d'entretien est nécessaire en dehors de l'enlèvement des feuilles mortes une fois par an.

## Multiplication
Pour multiplier la plante, il suffit de couper une tête avec un morceau de tronc sur un vieux sujet ou même de simples rondelles de tronc de 3 cm d'épaisseur, de laisser sécher la blessure, puis de replanter directement dans le sol. On peut aussi procéder par semis.

## Référence
1. ↑  Meyer C., ed. sc., 2015, Dictionnaire des Sciences Animales. [lire en ligne]. Montpellier, France, Cirad. [12/05/2015].
2. ↑  Voir (en) Charles Lemaire, L'Illustration horticole, vol. 6, J. Linder, 1859 (lire en ligne), p. 91
3. ↑  Video : Bouturage du Yucca